# Phúc Cống
Phúc Cống (福贡县; bính âm: Fúgòng Xiàn) là một huyện thuộc châu tự trị dân tộc Lật Túc Nộ Giang thuộc tỉnh Vân Nam, Trung Quốc.

## Trấn
- Thượng Mạt/Thượng Phách 上帕镇

## Hương
- Tử Lý Giáp 子里甲乡
- Giá Khoa Để 架科底乡
- Lộc Mã Đăng 鹿马登乡
- Thạch Nguyệt Lượng 石月亮乡
- Mã Cát 马吉乡

## Hương dân tộc
- Hương dân tộc Nộ Tất Hà (匹河怒族乡)